# 西河站 (湖南省)
西河站，位于湖南省娄底市新化县西河镇，是沪昆铁路上的一座火车站，由广铁集团管辖，现为四等站。

## 历史
西河站始建于1972年。

## 办理业务
- 客运：办理7278/9次旅客列车职工通勤业务。
- 货运：办理专用线货物发到。[3]

## 站内设施
- 湖南海螺水泥有限公司专用铁路：有铁道6股，全长3.93公里，1975年竣工。[3][4]
- 广铁集团西河采石场铁路专用线：有铁道2股。支1线0.77公里，1978年1月5日竣工；支2线0.81公里，1971年3月10日竣工。[4]